# Tour Hekla
Věž Hekla je mrakodrap o výšce 220 metrů (722 stop), který je v současné době ve výstavbě v Puteaux v pařížské čtvrti La Défense. Navrhl ji francouzský architekt Jean Nouvel. Budova získala stavební povolení v červnu 2016 a stavba byla zahájena v květnu 2018. Po dokončení, plánovaném na začátek roku 2022, to bude nejvyšší věž v okrese La Défense, která překoná Tour First, současnou nejvyšší budovu v okrese a druhou nejvyšší budovu ve Francii. Náklady na projekt se odhadují na 248 milionů eur.